# Der Tintling
Der Tintling ist eine deutsche pilzkundliche Fachzeitschrift. Sie erscheint im Format DIN A5 mit 102 Seiten pro Ausgabe.
Schwerpunkte sind Berichte und Diskussionen über mykologische Themen, insbesondere Großpilze, Taxonomie, Pilzbeschreibungen, Mikroskopie, Nomenklatur, sowie Gespräche mit Personen aus dem Umfeld der Pilzkunde, Kulinarisches, Kritisches, Literaturrezensionen, Kommunikation, Termine, Folklore/Prosa. Die Zeitschrift wird ausschließlich im Abonnement vertrieben und enthält keine fremden Werbeanzeigen.

## Auflage
Die Zeitschrift erschien erstmals am 29. März 1996 in einer Auflage von 1000 Exemplaren. Seit 2010 erscheint sie im zweimonatlichen Turnus und umfasst demnach 6 Hefte pro Jahrgang. Die Auflage beträgt 2600 Exemplare.
Der Tintling erhielt seinen Namen von der Blätterpilzgruppe der Tintlinge. Aus den Pilzen wurde früher Tinte hergestellt, weshalb der Name der Zeitschrift auch ans Schreiben auf Papier erinnern soll.

## Wochenkalender
Außer dem Tintling bietet der Verlag Wochenkalender mit Pilzporträts zu jährlich wechselnden Themen an. Im Kalender 2016 wurden Pilze im Laubwald vorgestellt. Jedes Kalenderblatt umfasst ein postkartengroßes Pilzfoto nebst Artinformationen. Die Porträts aus vergriffenen Kalendern werden nach und nach auf der Tintling-Homepage zum Download angeboten.
Für 2017 kam ein weiterer Kalender mit großformatigen Fotos bekannterer Pilzarten hinzu. Ein Teil des Erlöses wird für die pilzkundliche Jugendförderung aufgewendet.

## Europäischer Pilztag

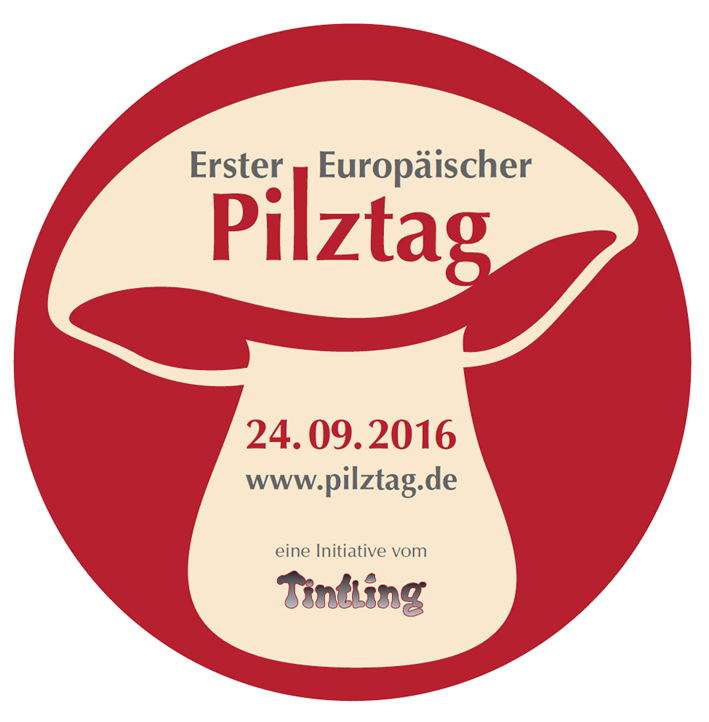
Logo des ersten Europäischen Pilztags

Der „Europäische Pilztag“ ist ein Aktionstag, der jährlich am vierten Samstag im September begangen wird. Er wurde 2016 von Karin Montag, der Chefredakteurin der Zeitschrift, ins Leben gerufen und fand erstmals am 24. September 2016 statt.
Der Europäische Pilztag wird in Deutschland durch die Deutsche Gesellschaft für Mykologie und den Landesverband Saar des Bund für Umwelt und Naturschutz Deutschland unterstützt, in den Niederlanden durch die Niederländische Gesellschaft für Mykologie (Nederlandse Mycologische Vereniging [NMV]).

### Hintergrund
Wenige Menschen wissen, dass die Pilze unter den Lebewesen, deren Zellen einen Zellkern enthalten (Eukaryoten), neben beispielsweise den Tieren und Pflanzen ein eigenständiges Reich bilden.
Selbst in der Flora-Fauna-Habitat-Richtlinie spielen Pilze keine Rolle: Der Begriff „Pilz“ bleibt in dem Regelwerk unerwähnt. Inzwischen existieren mit den Verantwortungsarten zumindest 19 Großpilzarten, die in Deutschland naturschutzrechtlich den FFH-Anhang-IV-Arten gleichgestellt sind.:S. 7

### Ziele
Mit dem Europäischen Pilztag wollen die Initiatorin und Unterstützer die Popularität der Pilze fördern. Er soll Interessierten dazu dienen, ihre Kenntnisse zu vertiefen. Ein Schwerpunkt liegt dabei auf der Jugendförderung. Hierzu sollen alle pilzkundlichen Veranstaltungen, die an dem Aktionstag stattfinden, zentral bekannt gemacht werden. Zu den Zielen zählt auch der Schutz von Habitaten seltener und bedrohter Pilzarten. Darüber hinaus sollen traditionelle Trivialnamen der Pilze in den Sprachen der Welt ergründet und bewahrt werden.

### Aktivitäten
Für den 1. Europäischen Pilztag waren über 240 pilzkundliche Veranstaltungen in acht Ländern gemeldet. Über diesen zentralen Tag hinaus werden bzw. wurden für die Pilzsaison 2016 Exkursionen mit Jugendgruppen verschiedener Trägerschaften und Pilzexperten vereinbart.
Aktionen am Europäischen Pilztag 2016 waren unter anderem eine Pilzexkursion des Rehnaer Pilzvereins „Heinrich Sternberg“ e. V. mit Funden seltener Pilzarten, eine Pilzausstellung und Pilzwanderung im Kinder- und Jugenderholungszentrum (KiEZ) am Filzteich in Schneeberg mit dem Verein der Pilzberater Südwestsachsens. Das Vogel- und Naturschutzzentrum (VIZ) Sindelfingen war weiterhin mit einem Pilz-Vortrag und einer Pilzexkursion des Pilzsachverständigen Andreas Hohmann dabei, außerdem gab es eine Pilzausstellung, sowie Installationen mit Holzpilzen und Vorträge am Pilzlehrpfad des Wisentgeheges in Springe. Die Aktion in Springe wurde von der Pilzgruppe des Fördervereins ausgerichtet.
In Österreich veranstaltete das Biologiezentrum Linz am 24. September 2016 einen Kinder- und Jugend-Pilztag mit verschiedenen Stationen. Unter den 130 Besuchern waren 55 Kinder. Die Aktion soll aufgrund der positiven Resonanz im nächsten Jahr wiederholt werden, kündigte der Leiter der mykologischen Arbeitsgemeinschaft, Otto Stoik, an. Das Biologiezentrum Linz gehört zu den Oberösterreichischen Landesmuseen.

## Speisepilz des Jahres
Der „Speisepilz des Jahres“ wurde erstmals durch Karin Montag im Jahr 2016 während der Kampagne für den Europäischen Pilztag proklamiert, um den Fokus der Öffentlichkeit auf das Sammeln, Bestimmen und den Verzehr von Speisepilzen zu lenken. Unter den Auswahlkriterien hatten eine gute Wiedererkennbarkeit des Pilzes, ein hoher kulinarischer Wert und eine relative Häufigkeit die höchste Priorität. Zuletzt wurde die Auszeichnung für das Jahr 2021 vergeben.
| Jahr | deutscher Name                  | wissenschaftlicher Name | Abbildung                            |
| ---- | ------------------------------- | ----------------------- | ------------------------------------ |
| 2016 | Maronen-Röhrling                | Imleria badia           | 2016 Maronen-Röhrling                |
| 2017 | Gemeiner Riesenschirmling       | Macrolepiota procera    | 2017 Gemeiner Riesenschirmling       |
| 2018 | Flockenstieliger Hexen-Röhrling | Neoboletus erythropus   | 2018 Flockenstieliger Hexen-Röhrling |
| 2019 | Pfifferling                     | Cantharellus cibarius   | 2019 Pfifferling                     |
| 2020 | Edel-Reizker                    | Lactarius deliciosus    | 2020 Edel-Reizker                    |
| 2021 | Gold-Röhrling                   | Suillus grevillei       | 2021 Gold-Röhrling                   |